# Ligustrina
Ligustrina  é um gênero botânico da família Oleaceae

## Espécies
- Ligustrina amurensis
- Ligustrina fauriei
- Ligustrina pekinensis
- Ligustrina reticulata